# Дрожащих, Владислав Яковлевич
Владисла́в Я́ковлевич Дрожа́щих (род. 30 марта 1952, г. Пермь) — русский поэт и журналист, сценарист. С 1983 — член Союза журналистов России, с 1991 — член Союза писателей СССР.

## Биография
В 1977 году окончил филологический факультет Пермского университета, после чего работал плотником-каркасником, электриком, корреспондентом в газете «Молодая гвардия», сценаристом в киностудии «Новый курс». В конце 1980-х годов входил в группу молодых поэтов «Политбюро», в которую входили Ю. А. Беликов, Ю. И. Асланьян, А. П. Субботин, ими издавалась газета «Дети стронция». Печатается в журналах «Юность», «Золотой век», «Урал», «Несовременные записки», «Уральская новь», «Арион», альманахах «Крест» и «Лабиринт», журнале «Пастор Шлаг»(1(12), 1992).

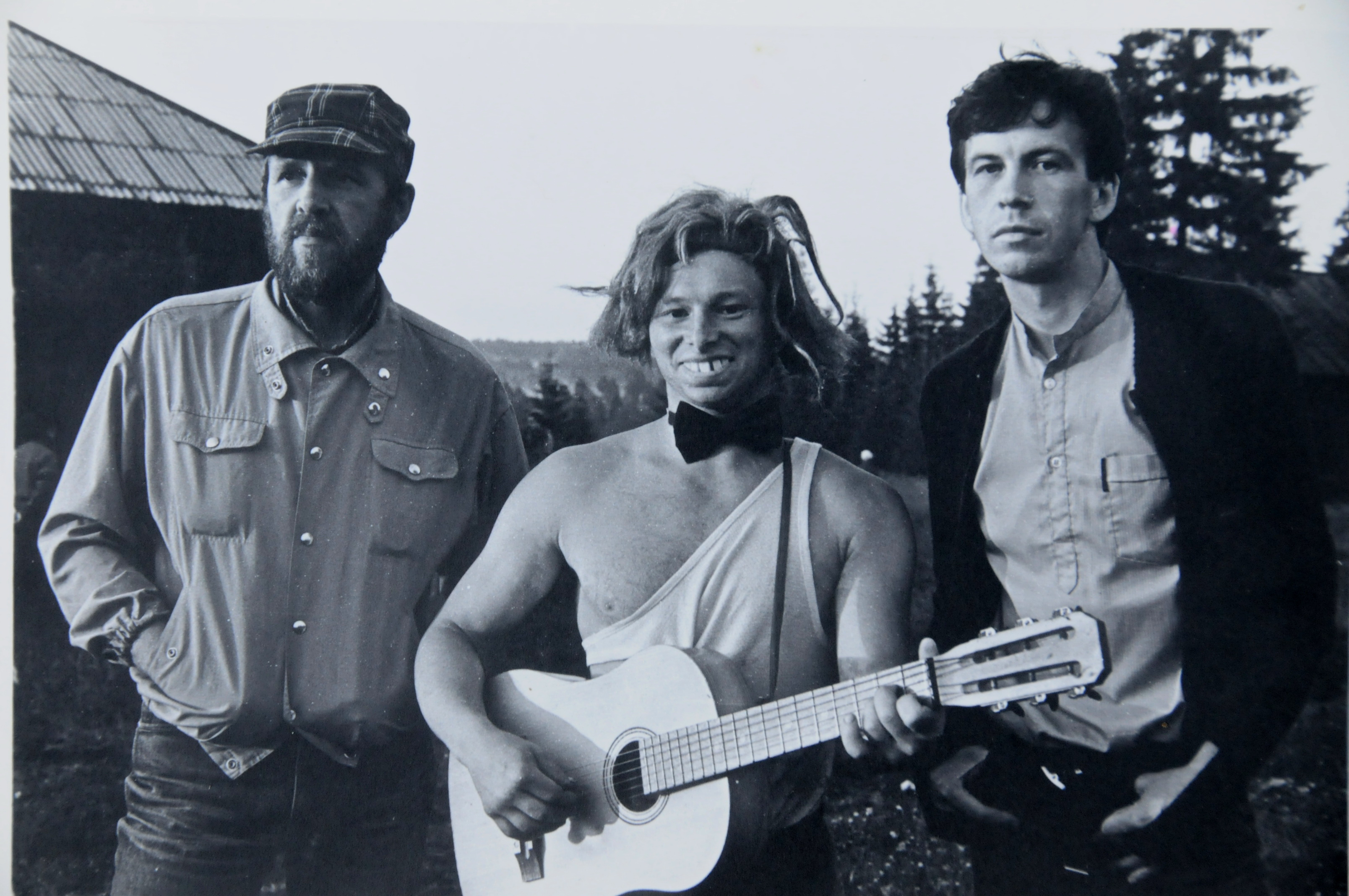
На слёте рабочей молодёжи в 1984 году. В. Смирнов, В. Дрожащих. Фото А. И. Безукладникова.

В 1989 году принимает участие в Первом Всесоюзном фестивале поэтических искусств «Цветущий посох» (Алтай).

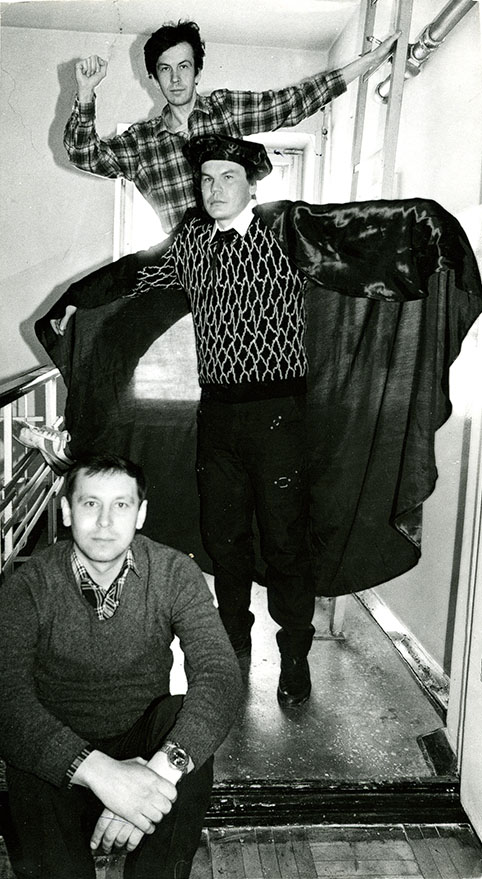
«Политбюро»: В. Дрожащих, Ю. Беликов, Ю. Асланьян. 1989.

В 1992 году опубликовал первые сборники «Небовоскресенье» и «Блупон».
В 2000 году в Челябинске опубликовал сборник стихов «Твердь».

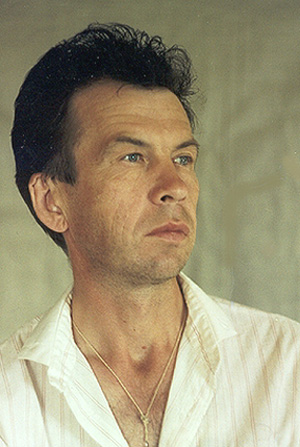
Владислав Дрожащих, 2002.

В 2004 опубликовал сборник «Рифейские строфы».
Его стихи печатались в антологиях «Самиздат века» (Москва) и «Современная литература народов мира», «Антология современной уральской поэзии».
Далее были опубликованы издания: в 2014 году — «ГУЛ. Владислав Дрожащих: Галерея уральской литературы» (Челябинск), в 2016 году — избранное «Терем дальний и высокий» (Пермь).
По стихам (сценарию) В. Дрожащих режиссёром В. Наймушиным снят фильм «143-й вагон» («Арт-медиа», Пермь, 2008), ставший участником Международного фестиваля поэтического кино ZEBRA в Берлине (2008).
Соавтор сценария неигрового фильма режиссёра П. Печёнкина «Человек, который запряг Идею» («Новый курс», Пермь, 1993), который получил высшие награды международных и российских кинофестивалей («Гран-при» — Дьер, Венгрия, 1995; «Серебряный кентавр» — Санкт-Петербург, 1993; главный приз фестиваля в Иркутске, 1999).

## Награды и звания
- Лауреат премии имени Б. Полевого за серию очерков и эссе в журнале «Юность» (1993).
- Лауреат Всесоюзного фестиваля поэтического искусства (Алтай, 1989).
- Лауреат Всероссийской литературной премии имени П. Бажова за 2016 год в номинации «Мастер. Поэзия».

## Избранные произведения

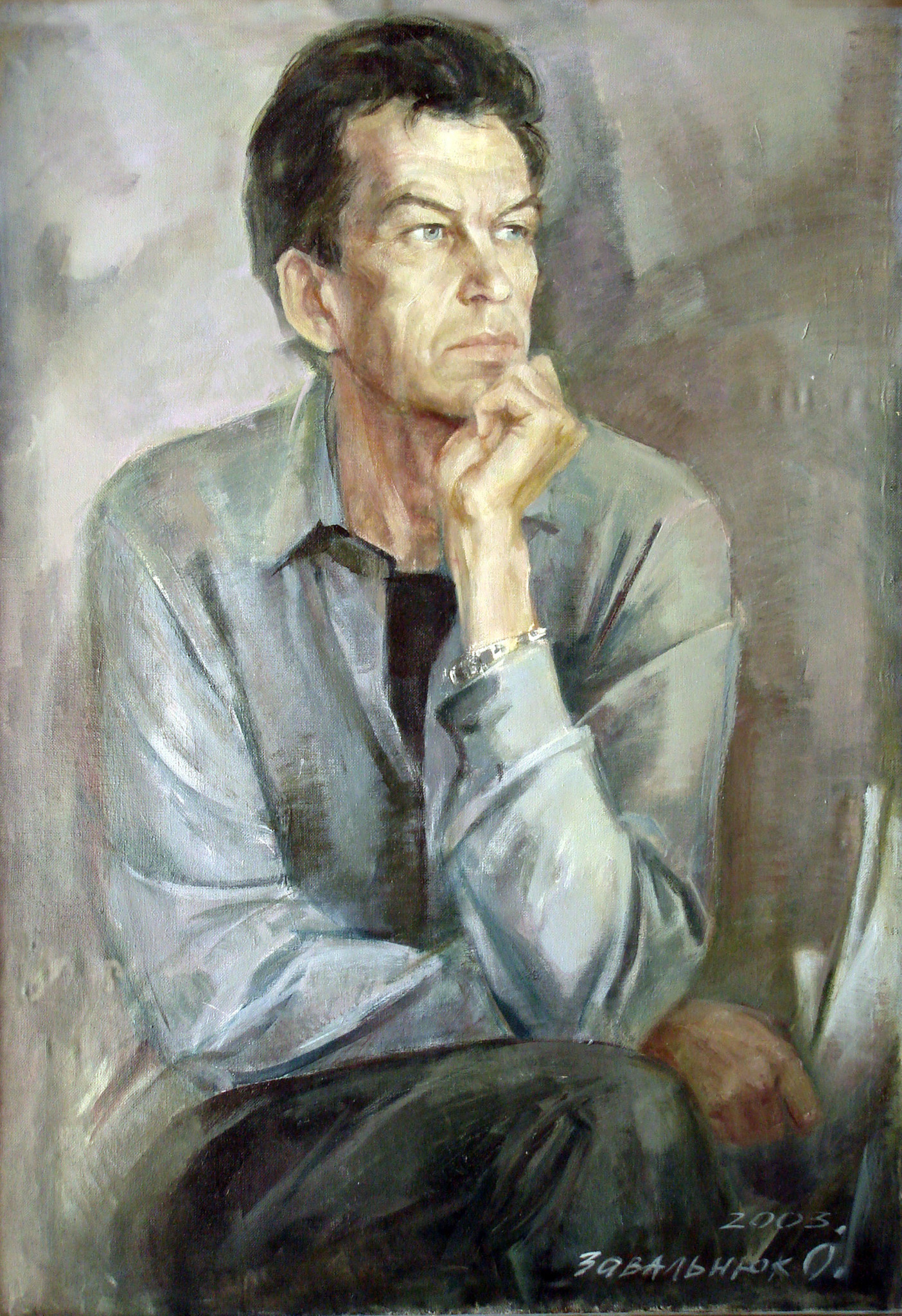
Владислав Дрожащих. Портрет О. Завальнюк. 2003 год.

### Книги
- Небовоскресенье: Книга стихов. Пермь: Арабеск, 1992. 64 с. Предисл. В. Кальпиди.
- Блупон. Пермь: Арабеск, 1992. 72 с.
- Твердь: книга стихов. Пермь, Челябинск, 2000. 80 с.
- Рифейские строфы: Избранное. Пермь: Книжная площадь, 2004. 256 с.
- ГУЛ. Владислав Дрожащих: Галерея уральской литературы. Челябинск, 2014. 60 с.
- Терем дальний и высокий: Избранное. Пермь: Пермский писатель, 2016. 472 с.

### Публикации
- Стихи // Урал. № 1, 1988. С. 192.
- Стихи // Урал. № 2, 1990. С. 91-93.
- Стихи // Пастор Шлаг. № 1 (12), 1992. С. 30-32
- Стихи // Юность, № 6-8, 1992, С. 56.
- Стихи // Октябрь, № 12, 1996, С. 59-60.
- Новые стихи // Несовременные записки, № 4, 1997. С.166-172.
- Стихи // Арион, № 2, 1998.
- Новые стихи // Уральская новь, № 1, 1999.
- Стихотворения // Дети Ра. 2008. № 8 (46).
- Подсознательное стремление к пуговицам // Юность, № 10, 1993, С. 54-55. Обзор поэтических публикаций в журналах.
- Мемуары в книге «Маргиналы. Уральский андеграунд: живые лица погибшей литературы». Пермь, 2004. 320 с.
- САМ, С. 700—701.
- СУП, С. 70-86.
- Стихи // Poesia, Италия, Милан. № 140, 2000.
- Стихи // сборник Антология тишины. Пермь, 2002.
- Владислав Дрожащих, Виталий Кальпиди. В тени Кадриорга: Слайд-поэма // Второй Курицынский сборник. Екатеринбург: Изд-во Уральского университета; М.: GIF, 2001. С. 185—198.
- Антология современной уральской поэзии // Уральская новь. № 16, 2003.
- Стихи // Литературная Пермь, № 2, 2004. С. 60-62.
- Современная литература народов России. Т. 1. Поэзия. Кн.1. М.: Пик, 2003. Сост. Л. Костюков. С. 287.
- Стихи // Урал. № 4. 2007.
- Стихи // Урал. № 5. 2008.
- Стихи // Поэтический путеводитель по городам Культурного альянса (Екатеринбург, Новосибирск, Пермь, Санкт-Петербург…), 2012.
- Земская неделя. Лироэпос III // Вещь. № 1 2012.
- Стихи // Вещь. № 1, 2015, с. 3 — 8.

## Фильмография
- Человек, который запряг Идею (1993).
- 143-й вагон (2008).